# Tatlatui Lake
Tatlatui Lake är en sjö i Kanada.   Den ligger i provinsen British Columbia, i den centrala delen av landet, 3 700 km väster om huvudstaden Ottawa. Tatlatui Lake ligger 1 251 meter över havet. Arean är 20,6 kvadratkilometer. Den sträcker sig 12,8 kilometer i nord-sydlig riktning, och 9,6 kilometer i öst-västlig riktning.
Trakten runt Tatlatui Lake består i huvudsak av gräsmarker. Trakten runt Tatlatui Lake är nära nog obefolkad, med mindre än två invånare per kvadratkilometer.